# Variațiunile Goldberg

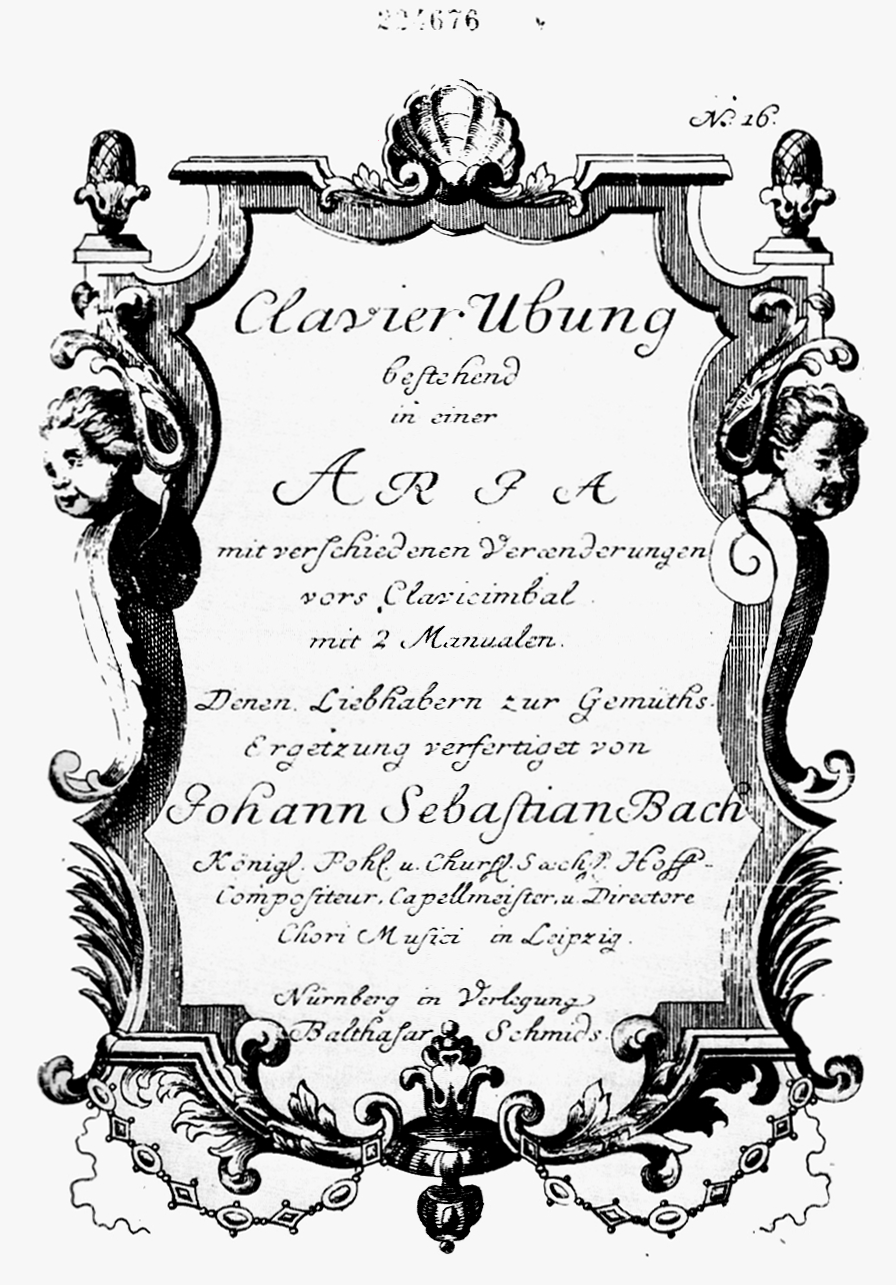
Coperta primei ediții din 1741

Variațiunile Goldberg (BWV 988) sunt o compoziție pentru clavecin de Johann Sebastian Bach, care constă dintr-o temă (arie) și 30 de variațiuni. Ele sunt un exemplu important de temă cu variațiuni și reprezintă un punct culminant al muzicii baroce.Împreună cu Variațiunile Diabelli de Ludwig van Beethoven, ele sunt considerate cele mai importante variațiuni pentru un instrument cu claviatură. Au fost publicate pentru prima dată în anul 1741 de Bach, sub titlul Clavier Ubung / bestehend / in einer ARIA / mit verschiedenen Verænderungen / vors Clavicimbal / mit 2 Manualen. / Denen Liebhabern zur Gemüths- / Ergetzung verfertiget von / Johann Sebastian Bach / Königl. Pohl. u. Churfl. Sæchs. Hoff- / Compositeur, Capellmeister, u. Directore / Chori Musici in Leipzig. / Nürnberg in Verlegung / Balthasar Schmids. Denumirea actuală a apărut postum, pe baza unei anecdote.

## Denumirea
Nu se cunoaște exact când a fost compusă lucrarea. Ea a fost publicată în toamna anului 1741 la Nürnberg. Numele Variațiunile Goldberg a apărut în secolul al XIX-lea, pe baza unei relatări anecdotice a lui Johann Nikolaus Forkel. Conform acesteia, aria cu variațiuni a lui Bach ar fi fost compusă pentru ambasadorul rus la curtea Saxoniei, Contele Kaiserling, care îl avea în serviciul său pe clavecinistul Johann Gottlieb Goldberg, elev al lui Wilhelm Friedemann Bach, fiu lui Bach:
„Contele era adesea bolnav și avea nopți de insomnie. În aceste momente Goldberg [...] trebuia să-și petreacă noaptea într-o anticameră și să-i cânte în timpul insomniei [...] Contele menționase cândva în prezența lui Bach că i-ar plăcea să aibă câteva piese la clavecin pentru Goldberg, cu un caracter lin și vioi care să îl poată înveseli în nopțile sale nedormite. Bach s-a gândit că cel mai bine ar fi fost capabil să îndeplinească această dorință prin niște variațiuni [...] Mai apoi, Contele le-a numit mereu variațiunile sale. Nu se sătura niciodată de ele, și pentru multă vreme nopțile nedormite au însemnat: «Dragă Gottlieb, cântă-mi una din variațiunile mele.»”
Forkel a scris biografia lui Bach la mai mult 60 de ani după evenimentul relatat, iar Gottlieb avea 14 ani când lucrarea a fost publicată. Există opinia că povestea lui Forkel ar fi complet falsă.

## Structură
Aria care prezintă tema e urmată de 30 de variațiuni; ciclul se încheie cu o reluare da capo a temei. Variațiunile nu se bazează pe melodia ariei, ci aproape exclusiv pe linia sa de bas. Ele sunt organizate în două părți, cu variațiunea a 16-a introducând partea a doua. Fiecare a treia variațiune este un canon, intervalul dintre voci crescând în mod constant, de la unison până la nonă. În variațiunea a 30-a Bach folosește, în loc de un canon la decimă, un quodlibet⁠(en)[traduceți] care împletește contrapunctic două cântece populare.
| Aria · Aria este o sarabandă in metru {\displaystyle \scriptstyle {\frac {3}{4}}} care prezintă o melodie ornamentată. |
| Variatio 1. a 1 Clav. · Această variație vivace contrastează cu atmosfera lentă, contemplativă, a ariei. Williams o consideră un fel de poloneză. |
| Variatio 2. a 1 Clav. · O parte contrapunctică simplă în metru {\displaystyle \scriptstyle {\frac {2}{4}}} în care două voci dialoghează pe fondul unei linii de bas continue. |
| Variatio 3. Canone all'Unisono. a 1 Clav. · Un canon la unison; metrul {\displaystyle \scriptstyle {\frac {12}{8}}} sugerează un fel de dans simplu, pe o linie de bas. |
| Variatio 4. a 1 Clav. · Bach folosește o imitație apropiată, dar nu exactă, a dansului baroc passepied. |
| Variatio 5. a 1 ô vero 2 Clav. · Prima dintre variațiunile în două părți cu mâini încrucișate, în metru {\displaystyle \scriptstyle {\frac {3}{4}}}. O linie melodică rapidă în șaisprezecimi, acompaniată de altă melodie cu note de durată mai lungă, în salturi largi.                                                                               |
| Variatio 6. Canone alla Seconda. a 1 Clav. · Canon alla seconda în metru {\displaystyle \scriptstyle {\frac {3}{8}}} bazat pe o gamă descendentă. |
| Variatio 7. a 1 ô vero 2 Clav. al tempo di Giga · Variațiune în metru {\displaystyle \scriptstyle {\frac {6}{8}}}, sugerând mai multe dansuri baroce posibile; Bach a specificat un tempo de gigă. Muzicologul și clavecinistul David Schulenberg notează că aceasta „a surprins comentatorii care presupuneau că o gigă e totdeauna rapidă și scurtă.” |
| Variatio 8. a 2 Clav. · Alt canon cu mâini încrucișate, în metru {\displaystyle \scriptstyle {\frac {3}{4}}}; ușor de executat pe un clavecin cu două manuale, dar dificil la pian. |
| Variatio 9. Canone alla Terza. a 1 Clav. · Canon alla terza în metru {\displaystyle \scriptstyle {\frac {4}{4}}}. Linia de bas e ceva mai activă decât în canoanele precedente. |
| Variatio 10. Fughetta. a 1 Clav. · Fughetta pe patru voci, cu un subiect puternic ornamentat amintind de melodia ariei inițiale. |
| Variatio 11. a 2 Clav. · Toccata virtuozică în două părți și metru {\displaystyle \scriptstyle {\frac {12}{8}}}. Specificată pentru două manuale, constă în mare parte din game, arpegii și triluri; multe pasaje cu mâini încrucișate. |
| Variatio 12. a 1 Clav. Canone alla Quarta in moto contrario · Canon alla quarta în metru {\displaystyle \scriptstyle {\frac {3}{4}}}; vocea a doua evoluează în sens contrar față de vocea primară. |
| Variatio 13. a 2 Clav. · Această variațiune este o sarabandă lentă, liniștită și abundent decorată. Melodia este scrisă în cea mai mare parte folosind note treizecidoime și e ornamentată cu apogiaturi și mordenți. |
| Variatio 14. a 2 Clav. · O toccata rapidă în două părți cu mâini încrucișate în metru {\displaystyle \scriptstyle {\frac {3}{4}}}, cu multe triluri și alte ornamente; este specificată pentru două manuale și conține lungi salturi între registre. |
| Variatio 15. Canone alla Quinta. a 1 Clav.: Andante · Acesta este un canon alla quinta în metru {\displaystyle \scriptstyle {\frac {2}{4}}}; ca și variațiunea 12, este în mișcare contară față de vocea primară și apare inversată în măsura a doua.                                                                                                   |
| Variatio 16. Ouverture. a 1 Clav. · Această colecție de variațiuni apare ca împărțită în două jumătăți, marcate de o uvertură franceză. Ea constă dintr-un preludiu lent urmat de o secțiune contrapunctică de factură fugă. |
| Variatio 17. a 2 Clav. · Încă o toccata virtuozică în două părți. Williams vede aici ecouri din Antonio Vivaldi și Domenico Scarlatti. Este în metru {\displaystyle \scriptstyle {\frac {3}{4}}} și este intepretată de obicei în tempo moderat. |
| Variatio 18. Canone alla Sesta. a 1 Clav. · Canon alla sesta în metru {\displaystyle \scriptstyle {\frac {2}{2}}}; țesătura canonică din vocile înalte prezintă multe sincope. |
| Variatio 19. a 1 Clav. · Variațiune în stil de dans în trei părți și metru {\displaystyle \scriptstyle {\frac {3}{8}}}. Aceeași figură de șaisprezecimi este folosită încontinuu și schimbată între cele trei voci. |
| Variatio 20. a 2 Clav. · Toccata virtuozică în două părți în metru {\displaystyle \scriptstyle {\frac {3}{4}}}. Specificată pentru două manuale, ea implică schimbarea rapidă a mâinilor. |
| Variatio 21. Canone alla Settima · A doua dintre cele trei variațiuni în tonalitate minoră, variațiunea 21 are un ton sumbru sau chiar tragic iar Bach îi adaugă intervale cromatice care aduc umbre tonale. |
| Variatio 22. a 1 Clav. alla breve · Această variațiune este scrisă în patru părți cu multe pasaje imitative și dezvoltare în toate vocile, dar basul este foarte asemănător cu cel al unei fugi. Singurul ornament specificat este un tril executat pe o singură notă și care durează două măsuri.                                                      |
| Variatio 23. a 2 Clav. · Încă o variațiune vivace în două părți pentru două manuale; începe cu mâinile urmărindu-se una pe alta. |
| Variatio 24. Canone all'Ottava. a 1 Clav. · Un canon la octavă, în timpi {\displaystyle \scriptstyle {\frac {9}{8}}}; este singurul dintre canoane în care rolul conducător alternează între voci în mijlocul unei secțiuni. |
| Variatio 25. a 2 Clav.: Adagio · Variația 25 este a treia și ultima în tonalitate sol minor, marcată adagio de Bach. Ea durează mai mult decât oricare alta din colecție. |
| Variatio 26. a 2 Clav. · În contrast cu natura introspectivă și pasionată a variațiunii precedente, aceasta este o o toccata în două părți, veselă, în tempo rapid. |
| Variatio 27. Canone alla Nona. a 2 Clav. · Ultimul canon al lucrării și al nouălea în metru {\displaystyle \scriptstyle {\frac {6}{8}}}. Este și singurul canon în care două manuale nu sunt specificate din cauza dificultăților în încrucișarea mâinilor, și singurul canon pur, fiindcă nu are o linie de bas.                                       |
| Variatio 28. a 2 Clav. · Această variațiune este o toccata în două părți care utilizează în mare măsură încrucișarea mâinilor. Trilurile sunt scrise cu note treizecidoime și sunt prezente în majoritatea măsurilor. |
| Variatio 29. a 1 ô vero 2 Clav. · Variațiunea constă în cea mai mare parte din acorduri masive alternând cu secțiuni de arpegii strălucitoare împărțite între cele două mâini. |
| Variatio 30. a 1 Clav. Quodlibet · Acest quodlibet este bazat pe mai multe cântece populare germane, două dintre ele fiind Ich bin solang nicht bei dir g'west, ruck her, ruck her și Kraut und Rüben haben mich vertrieben, hätt mein' Mutter Fleisch gekocht, wär ich länger blieben, celelalte rămânând neidentificate.                              |
| Aria da Capo · O repetare notă cu notă a ariei inițiale. Williams scrie că „frumusețea evazivă a acestei lucrări [...] este accentuată de reîntoarcerea acestei arii [...] este probabil ca ea să apară nostalgică sau supusă sau resemnată sau tristă, percepută prin repetare ca ceva ce a ajuns la sfârșit, aceleași note dar acum finale.”          |